# Окинавски језик
Окинавски језик (ISO 639-3: ryu; лучу, на окинавском језику) један од 11 рјукјуанских језика јапанске језичне породице којим говори 984,285 људи (2000 WCD)припадника етничке групе Окинаваца на острвима Окинава, Керама, Куме, Тонаки, Агуни и острвима источно од Окинаве. Постоје 4 дијалекта којима се служе, то су схури, наха, торишима и кудака.
Пише се писмом катакана.